# Stockholm Open 1993
Lo Stockholm Open 1993 è stato un torneo di tennis giocato sul sintetico indoor. 
È stata la 25ª edizione dello Stockholm Open, che fa parte della categoria Super 9 nell'ambito dell'ATP Tour 1993.
Il torneo si è giocato nella Stockholm Globe Arena di Stoccolma in Svezia, dal 25 al 31 ottobre 1993.

## Campioni

### Singolare
Michael Stich ha battuto in finale  Goran Ivanišević con il punteggio di 4–6, 7–6(6), 7–6(3), 6–2

### Doppio
Todd Woodbridge /  Mark Woodforde hanno battuto in finale  Gary Muller /  Danie Visser,7–6, 5–7, 7–6